# Нижня Кічуга
Нижня Кі́чуга (рос. Нижняя Кичуга) — присілок у складі Великоустюзького району Вологодської області, Росія. Входить до складу Опоцького сільського поселення.

## Населення
Населення — 3 особи (2010; 2 у 2002).
Національний склад (станом на 2002 рік):
- росіяни — 100 %